# Columbia Records

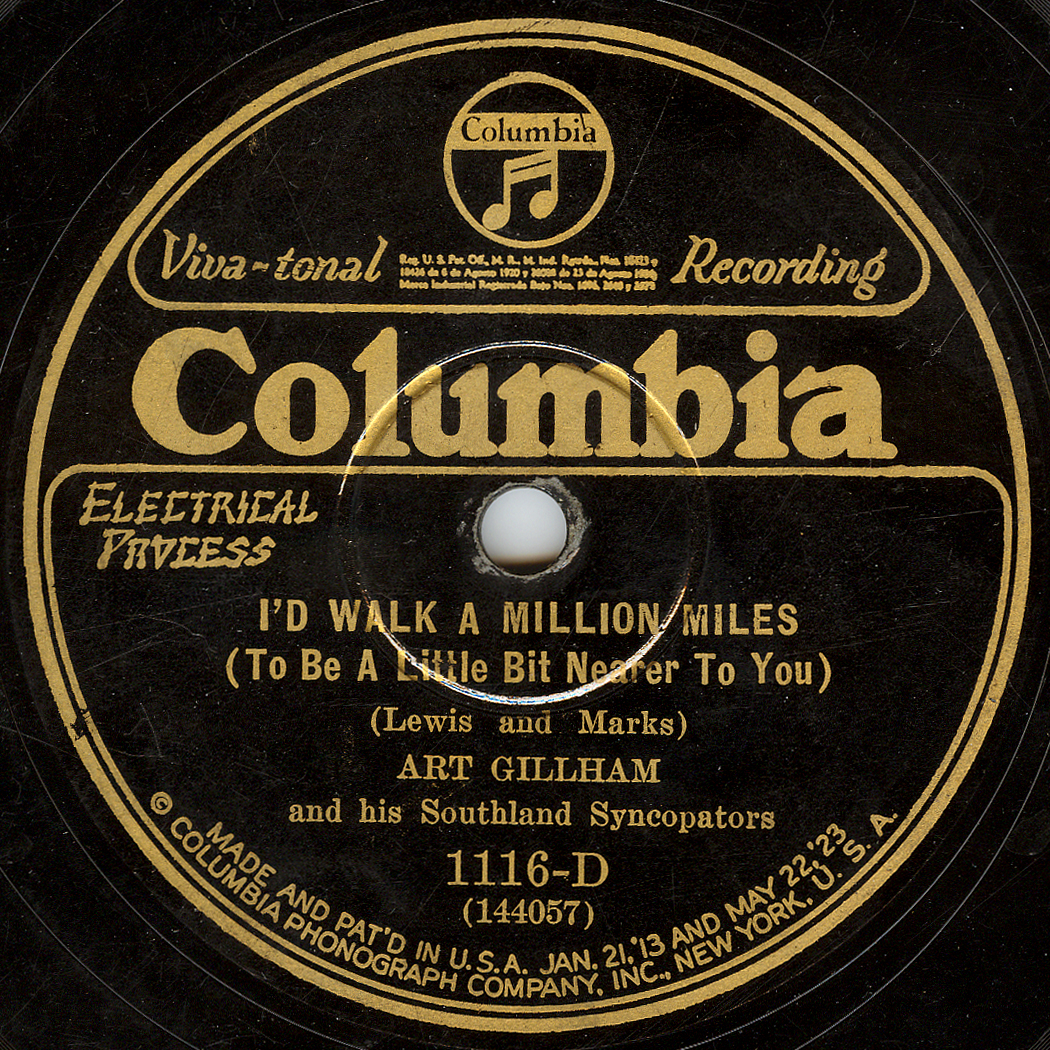
Gramofonová deska s logem Columbia Records (20. léta 20. století)

Columbia Records je nejstarší dodnes existující hudební značka, která vznikla roku 1888 a byla první nahrávací společností, která začala vydávat hotové zvukové nahrávky už na nahrávacích válečcích k Edisonovu fonografu.
V současnosti je značka Columbia Records součástí korporace Sony BMG Music Entertainment, Inc.

## Hudebníci
- Adele
- Barbra Streisand
- Beyoncé
- Billy Joel
- Bob Dylan
- Calvin Harris
- Céline Dion
- David Bowie
- Depeche Mode
- Destiny's Child
- Harry Styles
- James Arthur
- Janis Joplin
- John Legend
- Lil Nas X
- Lil Peep
- Little Mix
- One Direction
- Pharrell Williams
- Pink Floyd
- Rag'n'Bone Man
- Santana
- System of a Down
- The Byrds
- The Chainsmokers
- The Neighbourhood
- The Script
- Tyga